# Вишня Яблінка
Вишня Яблінка (словац. Vyšná Jablonka) — село в Словаччині, Гуменському окрузі Пряшівського краю. Розташоване в північно-східній частині Словаччини біля кордону з Польщею.

## Історія
Давнє лемківське село. Уперше згадується у 1436 році.

## Пам'ятки
У селі є греко-католицька церква святих Петра і Павла з 1766 року в стилі бароко, з 1963 року національна культурна пам'ятка та православна церква святих апостолів Петра і Павла з 2002 року.

## Населення
| Рік:            | 1993 | 2003     | 2013     | 2023     |
| --------------- | ---- | -------- | -------- | -------- |
| Кількість осіб: | 109  | 77       | 61       | 52       |
| Різниця:        |      | -29,35 % | -20,77 % | -14,75 % |

| Рік:            | 2022 | 2023    |
| --------------- | ---- | ------- |
| Кількість осіб: | 56   | 52      |
| Різниця:        |      | -7,14 % |

В селі проживало 53 особи (31.12.2011).
Національний склад населення (за даними останнього перепису населення — 2001 року):
- словаки — 52,38 %
- русини — 38,10 %
- українці — 9,52 %

Склад населення за приналежністю до релігії станом на 2001 рік:
- православні: 64,29 %,
- греко-католики: 21,43 %,
- римо-католики: 13,10 %,
- не вважають себе віруючими або не належать до жодної вищезгаданої церкви: 4,95 %